# 서울장충초등학교
서울장충초등학교는 대한민국 서울특별시 중구 신당동에 있는 공립 초등학교이다.

## 학교 연혁
- 1938년 11월 29일 경성장충공립심상소학교 설립(광희에서 분리)
- 1941년 4월 1일 경성장충공립국민학교 개편(8학급)
- 1953년 10월 21일 서울장충국민학교 개교
- 1996년 3월 1일 서울장충초등학교로 개칭
- 2004년 7월 7일 GHP(천장형 냉난방기) 설치
- 2005년 12월 2일 학교공원화 사업
- 2006년 9월 1일 제25대 이경숙 교장 부임
- 2006년 12월 20일 영어전용체험실 JUICE 1실 개관
- 2006년 12월 29일 본관 중앙현관 갤러리 조성
- 2007년 10월 26일 인조잔디 운동장 조성
- 2008년 4월 15일 JUICE 영어체험2실 개관
- 2008년 5월 20일 본관 동쪽 현관 Dream Stadium 조성
- 2008년 10월 6일 개교 70주년 기념행사, 그린콘서트, 학부모백일장
- 2008년 12월 22일 보육교실 개관
- 2009년 3월 1일 제26대 이영이 교장 부임
- 2009년 8월 30일 강당 리모델링 및 환기시설 설치
- 2011년 4월 13일 강당 텃발 개장
- 2011년 7월 5일 본교 교훈석 설치
- 2012년 3월 1일 제28대 이은숙 교장 부임
- 2012년 3월 31일 조합놀이대 설치
- 2012년 8월 24일 Wee class 설치
- 2012년 9월 1일 장애인 편의시설 설치
- 2013년 2월 4일 본관 내진공사 준공
- 2013년 2월 28일 학생 탈의설 설치
- 2013년 4월 30일 실과실 리모델링 준공
- 2013년 8월 30일 급식실 환경 개선
- 2014년 11월 8일 교내 농구장 설치
- 2015년 7월 3일 미술실 환경개선
- 2015년 10월 2일 과학실 환경개선
- 2015년 10월 5일 별관 외벽 환경개선
- 2016년 2월 15일 제72회 졸업식(148명)(누계 44433명)
- 2016년 3월 1일 제29대 유안근 교장 부임
- 2017년 2월 17일 제73회 졸업식(110명)(누계 44540명)

## 참고 자료
- 서울장충초등학교 - 한국교육학술정보원 학교알리미